# Palazzo Leopardi
Il palazzo Leopardi è un edificio storico di Recanati, noto per essere stato la casa natale del poeta Giacomo Leopardi, che nacque qui il 29 giugno del 1798 e vi soggiornò fino alla sua definitiva partenza nel 1830.

## Storia e descrizione
La casa natale di Giacomo Leopardi sorge a Recanati - borgo marchigiano della provincia di Macerata -  nel rione di Monte Morello e si affaccia nella piazzetta celebrata ne "Il Sabato del Villaggio".
L'attuale palazzo risale alla metà del XVIII secolo, quando, dietro incarico del conte Vito (1712-1777), il fratello canonico Carlo Orazio Leopardi (1714-1799), prozio di Monaldo e valente architetto dell'epoca, riunì in un unico nucleo i vari edifici in cui la famiglia aveva abitato ininterrottamente fin dal secolo XIII. A Carlo Orazio si devono in particolare la classicistica lunga facciata in laterizio del palazzo, di quindici assi di finestre organizzati simmetricamente in vivace scansione ritmica, e lo scenografico scalone, considerato dall'autore il suo miglior intervento in città, ma che va ben oltre i limiti della buona architettura locale, per lo straordinario respiro delle avvolgenti e speculari rampe balaustrate a segmenti ellittici (rifatte a fine secolo da Monaldo in travertino di Sirolo) nell'elastico involucro curvilineo del luminoso vano: originale episodio tardobarocco che brilla per qualità nel panorama italiano settecentesco, da annoverare fra la più creativa architettura europea del tempo.
Unito al palazzo è un edificio di Guglielmo De Angelis d’Ossat, sede del centro nazionale di Studio Leopardiani, costituito nel 1937 allo scopo di promuovere studi e ricerche intorno alla vita ed alle opere del Leopardi, di raccogliere tutto ciò che è stato scritto su di lui e di organizzare convegni culturali.
All’interno ospita la biblioteca leopardiana che si compone di circa 15 mila scritti tra libri, recensioni e riviste che costituiscono una raccolta critica esclusiva della posizione leopardiana, comprese le prime edizioni a stampa del poeta.

## Percorso espositivo
L'intero primo piano dello stabile è occupato dalla famosa biblioteca - fonte di sapere per Giacomo Leopardi ed i suoi fratelli - che custodisce più di 20.000 volumi, raccolti da Monaldo e dal suo figlio più giovane Pierfrancesco, ed è l'unica parte accessibile al pubblico dell'edificio. I piani superiori, infatti, sono ancora oggi abitati dai discendenti di Pierfrancesco, l'unico dei Leopardi ad avere avuto prole. È possibile l'apertura alle visite anche di una parte del piano di rappresentanza e dell'appartamento del poeta.
Il piano nobile si compone di eleganti sale con soffitti affrescati, pareti decorate e arredi risalenti al periodo compreso tra il XVI e il XIX secolo. In queste "sale antiche" Giacomo ha trascorso la sua infanzia insieme ai fratelli e in una di esse, ancora oggi, è possibile osservare i "figurati armenti": quattro grandi tele, attribuite al pittore tedesco Rosa Da Tivoli, rammentate dal poeta ne Le Ricordanze. Visitabile anche la "Sala dell'Accademia" dove Monaldo, il padre di Giacomo, era solito radunare i membri dell'Accademia Letteraria dei Diseguali Placidi, già presente a Recanati nel XV secolo e da lui ripristinata nei primi anni dell'Ottocento.
Nella parte orientale del palazzo, in un appartamento che Giacomo condivideva con il fratello Carlo Orazio, si trova la sua camera da letto. La stanza, semplice, è stata conservata intatta così come era all'epoca di Leopardi.
Il piano seminterrato dell'edificio ospita l'ex frantoio, dal 1995 utilizzato come sede espositiva per importanti mostre su Giacomo Leopardi. Attualmente vi è allestita la mostra "Giacomo dei libri: la biblioteca Leopardi come spazio delle idee", inaugurata nel 2012.
Accanto ai locali dell'ex frantoio si trovano le antiche cantine del palazzo. Attualmente ospitano un piccolo punto vendita dove è possibile acquistare i vini prodotti dai Leopardi, un'esposizione di botti, antichi strumenti di vinificazione e sono visitabili gratuitamente.
A nord e ad oriente, il palazzo è chiuso dai giardini, luogo dei giochi di tante generazioni di bambini. Un tempo la famiglia possedeva anche gli spazi ad essi confinanti, poi divenuti sede del Centro Nazionale di Studi Leopardiani e del Centro Mondiale della Poesia.
Il palazzo è stato visitato da personalità italiane e straniere appartenenti al mondo della letteratura (come Giosuè Carducci, Giuseppe Ungaretti, Eugenio Montale, ecc.), dell'arte, della politica, della moda, della finanza, da registi e attori di cinema e teatro (come Carmelo Bene), dalle più importanti cariche dello Stato come Giorgio Napolitano, Laura Boldrini e dal re Carlo di Inghilterra.
Nel 2013 palazzo Leopardi è stato il set del film Il giovane favoloso di Mario Martone, con Elio Germano nei panni del poeta. Il film è uscito nelle sale nel 2014 e ha registrato un successo di critica e spettatori.

## Galleria d'immagini

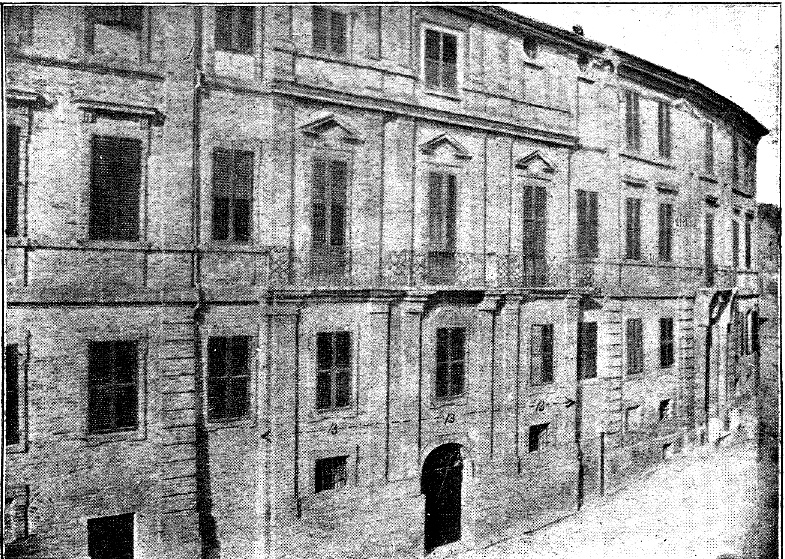
Il palazzo nel 1899
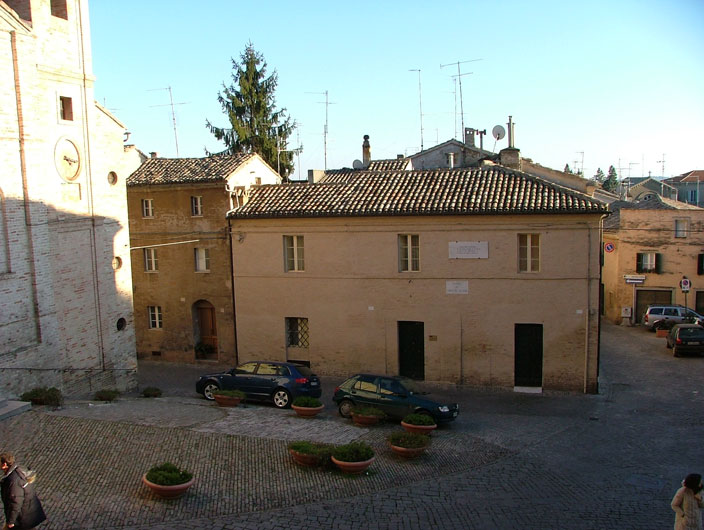
Piazzetta davanti al palazzo
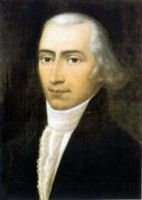
Monaldo Leopardi
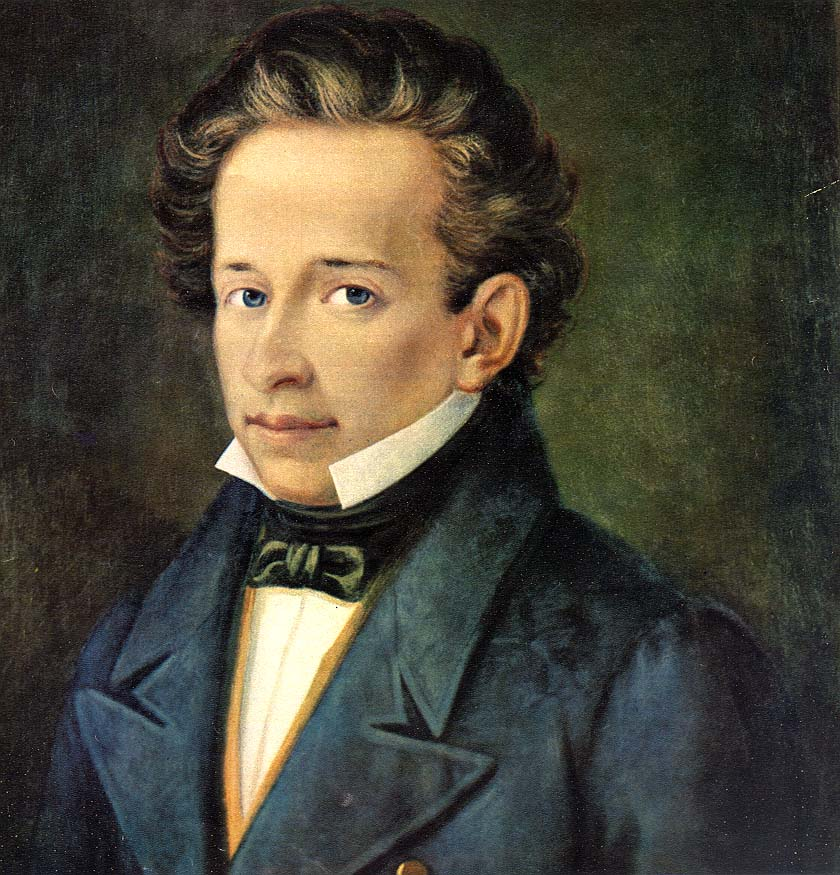
Giacomo Leopardi
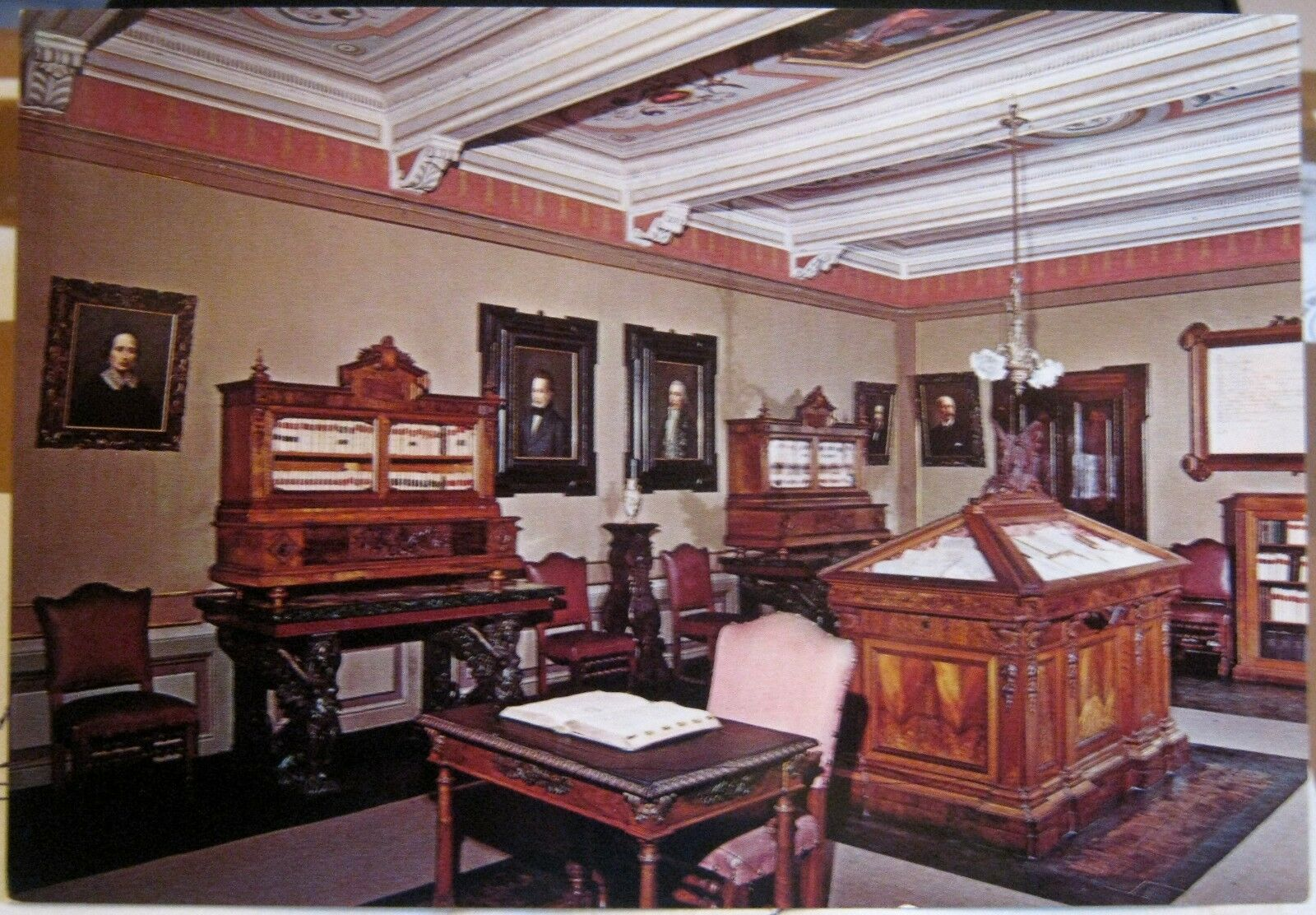
La biblioteca negli anni Cinquanta
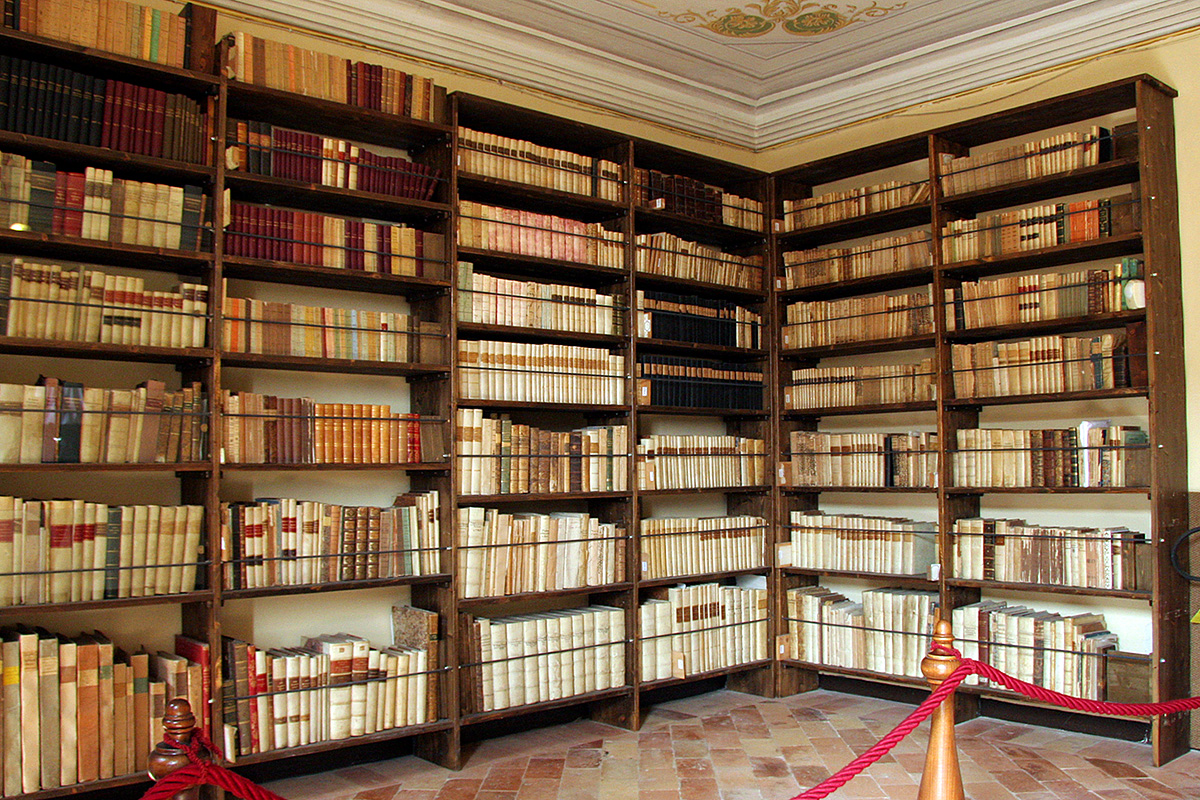
La biblioteca